# Ameisenpflanze
|  | Dieser Artikel wurde aufgrund von formalen oder inhaltlichen Mängeln in der Qualitätssicherung Biologie zur Verbesserung eingetragen. Dies geschieht, um die Qualität der Biologie-Artikel auf ein akzeptables Niveau zu bringen. Bitte hilf mit, diesen Artikel zu verbessern! Artikel, die nicht signifikant verbessert werden, können gegebenenfalls gelöscht werden. Lies dazu auch die näheren Informationen in den Mindestanforderungen an Biologie-Artikel. |

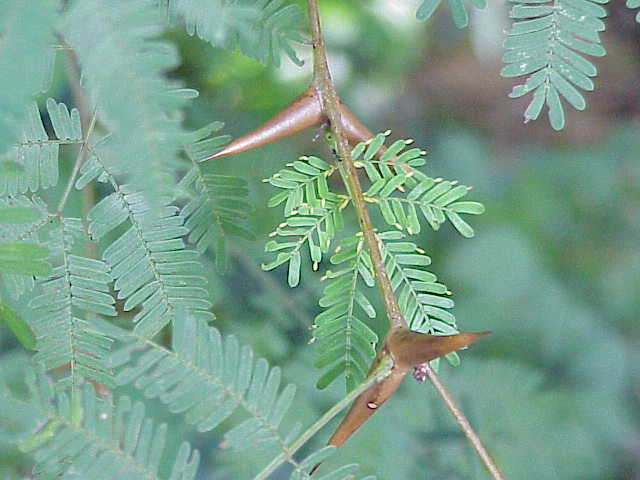
Beispiel Acacia collinsii: In den hohlen Nebenblattdornen mancher Akazienarten leben Ameisen und bekommen zudem Futter dafür, dass sie ihren Wirt vor Fraßfeinden und Konkurrenz verteidigen.

Unter Ameisenpflanzen oder Myrmekophyten versteht man Pflanzen, die mit Ameisen eine symbiotische Verbindung eingehen. Die Pflanze bietet dabei Wohnraum (Domatien) und teilweise auch Nahrung. Die Ameisen bieten im Gegenzug entweder Schutz vor Fraßfeinden oder gegen Bewuchs durch Epiphyten (Myrmekophylaxis) oder sie bieten selbst Nahrung (Myrmekotrophie). Viele Myrmekophyten sind tropische Pflanzenarten.
Nicht zu den Ameisenpflanzen zählt man Pflanzen, deren Samen durch Ameisen verbreitet werden (Myrmekochorie), z. B. Lerchensporn, Schneeglöckchen und Schöllkraut. Ebenfalls nicht zu den Ameisenpflanzen gehören Pflanzen, deren Blüten durch Ameisen bestäubt werden (Myrmekophilie).

## Myrmekophylaxis – Schutz durch Ameisen
Der Schutz vor allem junger und verletzlicher Pflanzenteile ist für alle Pflanzen von entschiedener Bedeutung. Um sich vor Fraßfeinden zu schützen, haben Pflanzen deshalb im Laufe der Evolution unterschiedlichste Abwehrmechanismen, wie chemische Abwehrstoffe sowie Stacheln und Dornen entwickelt.
In den Tropen und Subtropen hat sich bei einigen Pflanzengattungen eine weitere sehr wirkungsvolle Abwehrstrategie entwickelt: Schutz durch Ameisen. Diese Form der Beziehung zwischen Ameisen und Pflanzen wird als  Myrmekophylaxis bezeichnet. Dabei stellt die Pflanze den Ameisen Wohnraum und Nahrung zur Verfügung und wird als Gegenleistung von den Ameisen vor Fraßfeinden und konkurrierenden Pflanzen geschützt. Die Form der Gemeinschaft zwischen Ameisenpflanzen und Ameisen ist bei den verschiedenen Myrmekophyten sehr unterschiedlich. Denn während einige Ameisenpflanzen nur gelegentlich von Ameisen besucht werden, sind andere Gattungen ständig von Ameisen besiedelt. Bei den Letzteren handelt es sich um hochspezialisierte Symbiosen, bei denen der eine Partner ohne den anderen nicht mehr überlebensfähig wäre. Auch die Form des "Wohnraums" und der Nahrungsversorgung der Ameisen durch die Pflanze ist bei den verschiedenen Taxa jeweils unterschiedlich. Den Wohnraum stellen die Ameisenpflanzen den Ameisen in Form von Hohlräumen zur Verfügung, die als Myrmekodomatien bezeichnet werden. Myrmekodomatien befinden sich bei den unterschiedlichen Gattungen in den verschiedenen Organen (Spross, Blatt oder Wurzel) der Pflanze.
Die Form der Nahrung, die von der Pflanze produziert wird, um die Ameisen anzulocken oder dauerhaft an sich zu binden, ist ebenfalls bei den verschiedenen Gattungen sehr unterschiedlich. Viele Myrmekophyten besitzen extraflorale Nektarien, die sich meist an den Laubblättern, bei einigen Arten jedoch auch am Spross, den Knospen sowie der Außenseite der Kelchblätter befinden. Extraflorale Nektarien sind Nektardrüsen, die sich im Gegensatz zu den floralen Nektarien außerhalb der Blüte befinden. Durch die extrafloralen Nektarien scheiden die Pflanzen Nektar aus, der aus einer wässrigen Zuckerlösung besteht. Bei vielen Ameisenpflanzen enthält der Nektar neben Zucker (Mono- und Disaccharide) auch Aminosäuren, Proteine und weitere chemische Substanzen. Für zahlreiche Ameisenarten, die Ameisenpflanzen aufsuchen  oder dauerhaft auf diesen leben, stellen die extrafloralen Nektarien eine wichtige Nahrungsgrundlage dar. Viele Ameisenarten, die den extrafloralen Nektar der Myrmekophyten als Nahrung nutzen, zeigen stark aggressives Verhalten gegenüber Pflanzenfressern und anderen Insekten, die sich vom Nektar der Ameisenpflanzen ernähren und verjagen diese. So schützen die Ameisen die Myrmekophyten vor Fraßschäden.
Bei hochspezialisierten Symbiosen zwischen Ameisen und Myrmekophyten verlassen die Ameisen die Pflanze das ganze Jahr über nicht und bewachen diese ständig vor Fraßfeinden. Einige Ameisenarten, die dauerhaft Ameisenpflanzen besiedeln, schützen diese sogar vor konkurrierenden Pflanzen, die in der Nähe ihrer Pflanze wachsen, indem sie diese so lange mit ihren Mundwerkzeugen bearbeiten, bis sie schließlich absterben. Zudem entfernen die Ameisen auch epiphytischen Bewuchs und Kletterpflanzen, die an oder auf der Ameisenpflanze wachsen.
In besonders hochentwickelten Symbiosen stellen die Pflanzen den Ameisen jedoch nicht nur Nahrung durch extraflorale Nektarien zur Verfügung, sondern auch in Form von Fraß- oder Futterkörperchen. Diese Fraßkörperchen sind sehr eiweiß- und fettreiche kleine Gebilde, die von den Ameisen abgesammelt und meist an die Larven verfüttert werden. Bei vielen Arten entstehen die Fraßkörperchen auf den Blattorganen.
Einige Ameisenarten, die Pflanzen besiedeln, erhalten noch durch eine weitere Form Nahrung von der Pflanze. Sie leben in "Symbiose" mit Blatt-, Wurzel- oder Schildläusen, die sie auf der von ihr bewohnten Pflanze halten, d. h. bewachen und "melken". 
Denn diese dringen mit ihren Mundwerkzeugen bis in das Phloem der Pflanze ein und ernähren sich von dessen kohlenhydratreichem Saft. Da sie jedoch um ihren Eiweißbedarf zu decken, vor allem auf die Aminosäuren der Phloemflüssigkeit angewiesen sind, nehmen sie sehr viel mehr Zucker auf, als sie benötigen und scheiden diesen in Form einer zuckerhaltigen Lösung (Honigtau) über den After wieder aus. Für die Ameisen dient der Honigtau schließlich als Nahrung. Als Gegenleistung werden die Blatt- oder Schildläuse von den Ameisen gepflegt und vor Feinden beschützt.

## Myrmekotrophie – Ernährung durch Ameisen

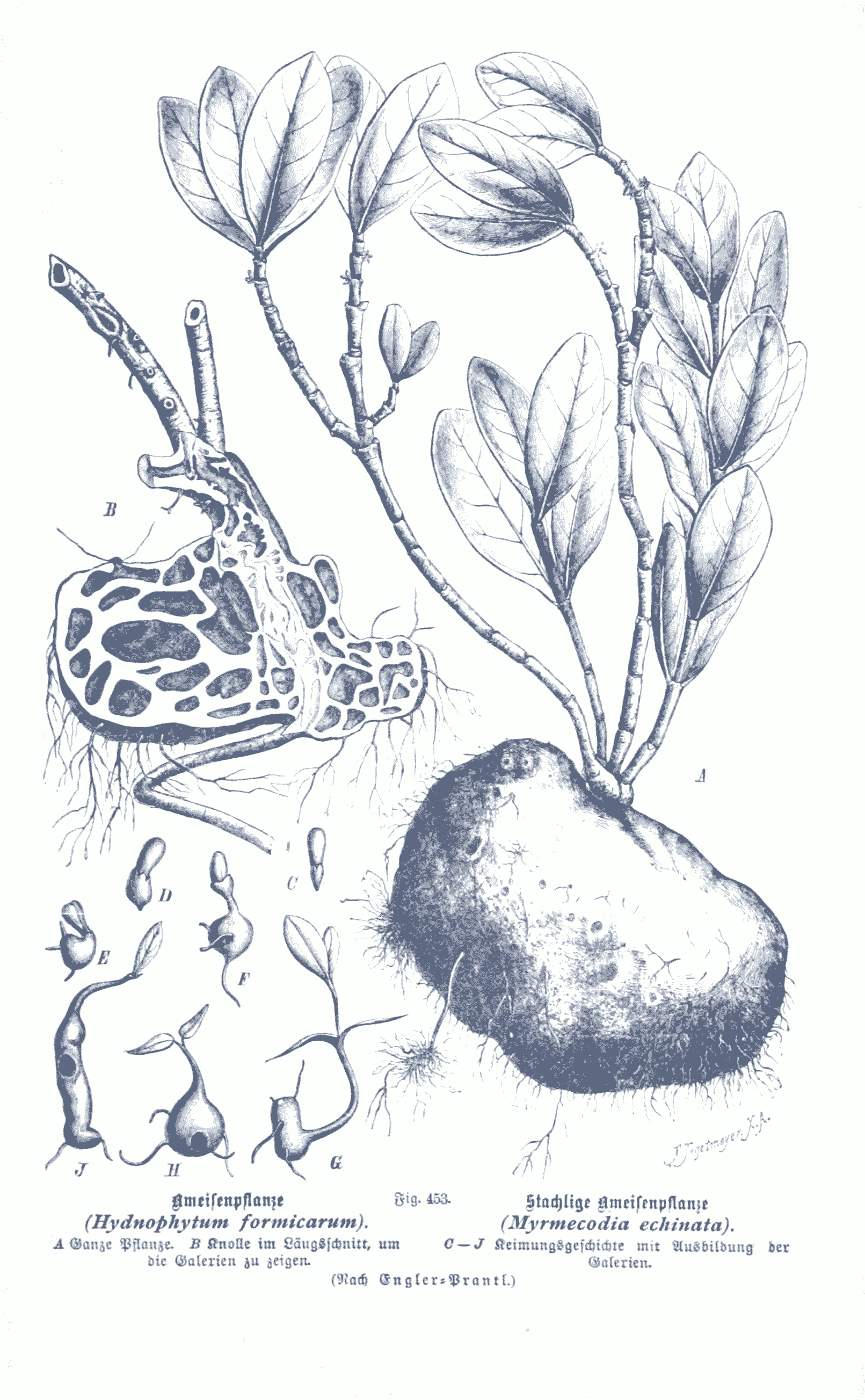
Zwei Beispiele für Myrmekotrophie: Hydnophytum formicarum (A–B) und Stachlige Ameisenpflanze (Myrmecodia echinata, C–J)

Myrmekotrophie ist eine Form der Partnerschaft zwischen Ameisen und Pflanzen, bei der die Pflanze den Ameisen Nistraum bietet und die Ameisen der Pflanze Nährstoffe zur Verfügung stellt.
Diese Art der Partnerschaft kommt besonders häufig bei epiphytisch lebenden Pflanzen des tropischen Regenwaldes vor, da es für diese Pflanzen besonders schwierig ist ausreichend Nährstoffe aufzunehmen.
Einige Ameisenpflanzen, die eine solche Partnerschaft mit Ameisen eingehen, besitzen ähnlich, wie die Myrmekophyten einer Myrmekophylaxis Domatien, in denen die Ameisen geeignete Nisträume finden. Diese Pflanzen werden meist von kleinen, wenig aggressiven Ameisen besiedelt, die einen wichtigen Beitrag zur Ernährung der Pflanze leisten. Denn in den Domatien, die von den Ameisen besiedelt werden, fallen organische Abfälle, wie z. B. Tierleichen, pflanzliche Fraßabfälle und Exkremente an oder werden sogar in gesonderten Kammern gelagert. 
Die Pflanze wiederum ist in der Lage, die in den organischen Abfällen enthaltenen Nährstoffe aufzunehmen. Die Form der Nährstoffaufnahme aus den organischen Substanzen ist dabei von der jeweiligen Pflanzenart abhängig. Einige Pflanzenarten wie z. B. Dischidia rafflesiana nehmen Nährstoffe mit Hilfe von Wurzeln auf, die in die von den Ameisen besiedelten Hohlräume hinein wachsen. Eine andere Art und Weise der Nährstoffaufnahme zeigen Epiphyten der Gattung Hydnophytum und Myrmecodia, denn sie sind in der Lage die Nährstoffe durch die porösen Wände der Hohlräume aufzunehmen.
Neben der Versorgung der Pflanze mit Nährstoffen ziehen diese Myrmekophyten noch einen weiteren Vorteil aus der Partnerschaft mit den Ameisen. 
Denn diese stellen nicht nur die Nährstoffe für die Pflanze in Form organischen Materials bereit, sondern tragen auch zur Ausbreitung der Pflanze bei, indem sie deren Samen mit sich tragen (Myrmekochorie). Da es sich bei den Ameisen um baumbewohnende Arten handelt, werden die Samen der Epiphyten häufig direkt an geeigneten Standorten fallen gelassen. 
Auch die Ameisen haben entscheidende Vorteile aus einer solchen Beziehung, denn sie bekommen in den Myrmekodomatien der Pflanzen geeignete Wohn- und Nisträume zur Verfügung gestellt. Zudem besitzen einige Pflanzen extraflorale Nektarien, durch die sie zur Nahrungsversorgung der Ameisen beitragen.
Beide Partner einer Myrmekotrophie ziehen also erhebliche Vorteile aus dieser Verbindung. In vielen Fällen ist diese Partnerschaft jedoch nicht erforderlich (fakultativ), da beide Partner auch allein überlebensfähig wären. Durch die zusätzliche Nährstoffquelle hat eine besiedelte Pflanze häufig einen entscheidenden Konkurrenzvorteil gegenüber konkurrierenden Pflanzen, die am gleichen Standort wachsen.

## Ameisengärten
Bei Ameisengärten handelt es sich um charakteristische Ansammlungen von Epiphyten, die auf Ameisennestern wachsen oder deren Wurzelbereich von Ameisen besiedelt werden.
Im Gegensatz zu Epiphyten, die Myrmekodomatien als Nistraum für Ameisen zur Verfügung stellen, kommen in Ameisengärten meist nur Pflanzen vor, die keine Myrmekodomatien ausbilden. Ameisengärten entstehen wie z. B. bei Codonanthe uleana dadurch, dass die Pflanzen Haftwurzeln ausbilden, mit denen sie sich an den Stämmen von Bäumen anheften. An diese Haftwurzeln lagern Ameisen (bei Codonanthe uleana Ameisen der Gattung Azteca und Camponotus) Erdmaterial an. In diesem Erdmaterial können die Pflanzen wurzeln und halten es dadurch zusammen. Auf diese Weise entstehen schließlich umfangreiche Gebilde, die aus durchwurzeltem Erdmaterial und häufig auch Pilzen bestehen. Diese dienen den Ameisen als stabile Nester und ermöglichen es den Pflanzen epiphytisch auf Bäumen zu leben. Ohne Mithilfe der Ameisen wäre z. B. Codonanthe uleana zwar in der Lage auf dem Boden, nicht aber auf anderen Pflanzen zu siedeln. Ameisengärten können jedoch noch auf eine andere Art entstehen. Einige Ameisenarten bauen sogenannte Kartonnester auf Bäumen. Diese Nester bestehen aus unterschiedlichsten Materialien, wie feinem Holzmehl oder zersetzten und lebenden Pflanzenfasern. Während des Nestbaus tragen die Ameisen auch Samen von epiphytisch lebenden Pflanzen wie z. B. Pflanzen der Gattung Hoya in ihr Nest. Der Samen findet hier Nährstoffe und keimt aus dem Nest heraus. Durch die Wurzeln der Pflanze wird das Ameisennest stabilisiert und am Wirtsbaum gehalten.
In Ameisengärten treten als Partner der Pflanzen häufig verschiedene Ameisenarten auf. So leben beispielsweise Ameisen der Gattung Camponotus und Crematogaster beide mit Hoya elliptica in Symbiose. In einigen Fällen besiedeln sogar mehrere Ameisenarten gleichzeitig einen Ameisengarten.
Von einigen Pflanzen, die in Ameisengärten vorkommen, wie z. B. Pflanzen der Gattung Codonanthe, ist zudem bekannt, dass sie ihren Symbiosepartnern auch Nahrung in Form extrafloraler Nektarien und Samen mit Elaiosomen zur Verfügung stellen.
Elaiosomen sind nährstoffreiche, ölhaltige Anhängsel an pflanzlichen Samen, die in ihrer Zusammensetzung speziell auf Ameisen und ihre Nahrungsbedürfnisse angepasst sind. Sie dienen daher als Lockmittel und Belohnung, um die Ameisen zur Verschleppung und somit zur Ausbreitung der Samen zu bewegen. Sobald die Samen von den Arbeiterinnen gefunden werden, wird der komplette Samen mit Elaiosom zum Nest transportiert, obwohl der Samen selbst für die Ameisen nicht als Nahrung geeignet ist. Im Nest des Ameisenvolkes, oder schon auf dem Weg dorthin, wird das Elaiosom von den Arbeiterinnen abgefressen. Der nun elaiosomfreie Samen wird entweder auf dem Weg zum Nest liegen gelassen oder im Nest in der Abfallkammer entsorgt. Durch die Ausbreitung der Samen durch Ameisen (Myrmekochorie) gelangt der Samen epiphytischer Pflanzen also direkt an geeignete Standorte, wie etwa dem Nest der Ameisen, wo er dann genügend Nährstoffe vorfindet, um zu keimen.
Von einigen  Ameisenarten, die aggressives Verhalten zeigen, wie z. B. Ameisen der Gattung Camponotus, ist auch bekannt, dass sie ihre Ameisengärten verteidigen. Zwischen Ameisen und Epiphyten, die zusammen in Ameisengärten leben, besteht also eine enge Symbiose, die für beide Partner einige Vorteile bietet. Den Pflanzen ermöglicht diese Partnerschaft, epiphytisch auf Bäumen zu leben. Ihre Samen werden durch Myrmekochorie an geeigneten Standorten ausgebreitet und sie erhalten teilweise sogar Schutz durch die Arbeiterinnen. Die Ameisen hingegen erhalten Nahrung und einen sicheren Nistplatz.
Diese Interaktionen sind mehrfach unabhängig voneinander in verschiedenen Pflanzengruppen entstanden und sind meist fakultativ, also freiwillig (v. a. bei der Myrmekophylaxis), teilweise aber auch obligat, sodass beide Partner zwingend aufeinander angewiesen sind.

## Teufelsgarten
Als Teufelsgarten (Kichwa: Supay chakra) werden im Regenwald des Amazonasgebiets von Ameisen angelegte Monokulturen des Rötegewächses Duroia hirsuta bezeichnet. Konkurrenzpflanzen von Duroia hirsuta werden hier durch Giftinjektionen der Ameisen getötet.